# 莫尔登 (马萨诸塞州)
莫尔登（英語：Malden）是美国麻薩諸塞州密德瑟斯郡的一座城市。據2020年美國人口普查結果顯示，該市人口為66,263人。2009年，莫尔登市被彭博商業周刊評為麻薩諸塞州“最適合養育孩子的城市”（Best Place to Raise Your Kids）。